# Arnaldo Ochoa Sánchez
Pour les articles homonymes, voir Ochoa et Sánchez.
Arnaldo Tomás Ochoa Sánchez (Cacocum, 1930 - La Havane, 13 juillet 1989) était un général de division des Forces armées révolutionnaires de Cuba et héros de la république de Cuba depuis que l'ordre lui a été accordé en 1984, jusqu'à ce qu'il en soit déchu en 1989. Il a servi comme chef des troupes cubaines lors de la guerre de l'Ogaden en soutien à l'Éthiopie et de la mission militaire cubaine en Angola en soutien au MPLA.
Compagnon de route de Fidel Castro, il est exécuté pour « haute trahison à la patrie ». Il est accusé avec plusieurs hauts officiers du ministère de l'Intérieur (dont le ministre lui-même) de corruption et de trafic de drogue. Il a été condamné lors d'un procès militaire public avec d'autres officiers supérieurs, Antonio « Tony » de la Guardia Font, Jorge Martínez Valdés et Amado Padrón Trujillo, à la peine capitale pour haute trahison contre le pays, résultant d'accusations de trafic de drogue ; il est fusillé le 13 juillet 1989.

## Biographie
Ochoa est né à La Havane d'une famille de paysans. Il a fait partie des partisans de Fidel Castro lors de la révolution cubaine dans les années 1950. Dès mars 1957 il rejoint la guérilla castriste dans les montagnes de la Sierra Maestra pour combattre les forces du dictateur Fulgencio Batista. Ochoa a joué un rôle majeur dans la prise de Santa Clara et devient un ami proche de Raúl Castro. Il a également été un combattant actif lors des événements de la baie des Cochons.
Dans les années 1960, Ochoa participe à une insurrection communiste au Venezuela mais il échoue dans ses manœuvres.
En 1965, il devient membre du Parti communiste cubain, dont il fut membre du comité central pendant plus de 20 ans. Il s'occupe de mettre en place une école militaire au Cuba et part lui-même se former en Union soviétique. Entre 1967 et 1969, il s'occupe de l’entraînement des rebelles congolais.
En 1975, Ochoa se voit confier une mission périlleuse en Angola pour engager, au côté du MPLA, des combats à Luanda. Il gagne de cette campagne le respect et l'estime des commandants soviétiques et cubains. En 1977, il est nommé commandant des forces expéditionnaires cubaines en Éthiopie, sous le commandement du général soviétique Petrov. Ses succès contre l'armée somalienne ont impressionné le commandement soviétique sur le champ de bataille. En 1980, Ochoa est considéré comme un grand internationaliste et a été récompensé du titre de « héros de la révolution cubaine » par Fidel Castro.

## Les dernières années
Jusqu'en 1986, les engagements militaires cubains étaient financés par le soutien indéfectible de l'URSS, malgré les réticences des dirigeants soviétiques devant ces interventions. Mikhaïl Gorbatchev, qui renoue des relations amicales avec les États-Unis, cesse alors de soutenir Cuba dans les mêmes proportions. Ainsi la poursuite de la guerre d'Angola et l'entretien du corps expéditionnaire cubain doivent être supportés uniquement par Cuba, complètement exsangue d'aide extérieure et sous embargo strict.
Jusqu'en 1987, les troupes cubaines en Angola sont en perdition et Arnaldo Ochoa Sánchez prend le commandement des troupes cubaines pour sauver la situation. Sans soutien matériel suffisant de Cuba, il est amené à différents petits trafics. Il parvient, avec ses 70 000 soldats, à renverser la situation et à mettre en retraite les rebelles angolais et l'armée sud-africaine, soutenus financièrement et militairement par les États-Unis. En décembre 1988, des accords de paix entre les belligérants sont signés, et Ochoa Sánchez rentre à Cuba. Il est à ce moment prédestiné à prendre le commandement de l'« armée occidentale », le contingent militaire principal de Cuba, chargé de la défense directe du pays.

## Son procès
Le 12 juin 1989, le ministre des Forces armées révolutionnaires annonce l'arrestation et l'enquête portant sur le général de division Arnaldo Ochoa Sánchez, soupçonné de corruption, de détournements de fonds et de trafic de drogue en lien notamment avec Pablo Escobar.
Dès le 16 juin, il est jugé avec quelques autres officiers par un tribunal d'honneur militaire. Le procès est médiatisé par le gouvernement cubain qui bouscule les programmes de la télévision nationale pour diffuser en léger différé les audiences jour après jour. Toutefois aucun journaliste n’est autorisé à suivre le procès. Il lui est principalement reproché d'avoir eu l'intention de faciliter le passage de la cocaïne colombienne vers les États-Unis et d'avoir envoyé son aide de camp en Colombie afin de négocier un accord avec le cartel de Medellín. Arnaldo Ochoa Sánchez reconnait les faits mais assure ne pas avoir agi pour son propre intérêt mais pour celui de Cuba. Comme le procureur lui faisait remarquer « l'immoralité » de sa conduite, Ochoa Sánchez trouve une excuse dans le « fait d'avoir passé tant d'années à agir seul ». À l'issue de son procès militaire, il est déclaré coupable et condamné à être fusillé avec trois autres officiers, le colonel Antonio de la Guardia, le capitaine Jorge Martínez et le major Amado Padrón. Le ministre de l'Intérieur, José Abrantes, est condamné à vingt ans de prison pour complicité et meurt en détention le 21 janvier 1991. Le 9 juillet 1989, le Conseil d'État ratifie les sentences à l'unanimité.
Le régime cubain voulait montrer au monde que même en période de crise (« période spéciale »), les compromissions immorales restaient strictement interdites pour les responsables du régime.
Le 13 juillet 1989, Arnaldo Ochoa Sánchez et les trois autres officiers sont fusillés par un peloton d'exécution. Une simple déclaration est parue dans le journal Granma le lendemain pour annoncer les exécutions[réf. nécessaire].

## Analyses
D'après le journaliste Ignacio Ramonet, après avoir passé sa vie à combattre les États-Unis, Arnaldo Ochoa Sánchez « considérait, logiquement, que tout ce qui peut affaiblir les États-Unis ne peut qu’être bon pour Cuba. Aussi, il estimait que le trafic de drogue n'est point immoral quand il a pour cible les États-Unis : parce qu'il garantit aux paysans latinos-américains des revenus plus corrects ; qu'il favorise les investissements dans l'économie compensant l'hémorragie financière causée par le service de la dette extérieure ; et, enfin, parce qu'il mine la société américaine en aggravant la délinquance, les désordres et le mécontentement ».
Juan Reinaldo Sánchez, ancien garde du corps de Fidel Castro de 1977 à 1994, indique dans son ouvrage La Vie cachée de Fidel Castro  que le procès d’Arnaldo Ochoa Sánchez a permis de dédouaner le leader cubain impliqué directement dans ces trafics.